# Пётрковский статут
Петрковский статут 1496 года (Пётрковский статут, Петроковский статут) — комплекс польских законодательных актов (статут), принятых 1 июня на Сейме в Петрокове (Петркове, Пётрков, современность — Пётркув-Трыбунальски).
На Сейме обсуждался вопрос подготовки войны с Молдавским княжеством, для успеха в которой польскому королю Яну Ольбрахту было необходимо заручиться поддержкой шляхты, также ряд положений Сейма был направлен на ослабление политической роли городов, в которых шляхта видела потенциальных союзников монархической власти.
Жителям городов — статут запретил горожанам приобретать и иметь земельную собственность, занимать высшие церковные должности, ограничивал доступ к должностям в капитулах (не более 3-х), сузил юрисдикцию горожан и сельских судов, расширив при этом право доминиального суда помещиков, в том числе по долговым спорам между крестьянами и горожанами. Давалось право польским воеводам устанавливать в городах максимальный прейскурант цен на ремесленные товары.  Статут освободил речную торговлю от таможенных выплат, взимавшихся в первую очередь в пользу городов Торуни и Гданьска. Статут нанёс серьёзный экономический удар польским городам.
Крестьяне — статут законодательно усилил личное закрепощение крестьян в Польше. Оформлял прикрепление польского крестьянства к земле ограничив право перехода из одной деревни в другую (правом выхода мог воспользоваться только один владелец крестьянского надела в деревне, а из его семьи — только один сын; помещик получил право искать бежавшего крестьянина неограниченное время) или переезда в город. Оговаривался запрет выхода во время уборки урожая, что особенно ущемляло крестьян Мазовии, уходивших в это время в Пруссию и оставлявших шляхту без работников и прислуги. По Петроковскому статуту, от 1496 года, уйти из помещичьей деревни имел право только один крестьянин, только одного сына крестьянская семья была вправе отдавать в обучение, а бежавшего крестьянина закон разрешал помещику преследовать, хватать и возвращать назад.
Мещанам — запрещалось владеть шляхетской землёй, что лишало их возможности перехода в шляхетское сословие. Шляхта — освобождалась от уплаты пошлин на ввоз товаров иностранного производства и вывоз сельскохозяйственных продуктов, получала исключительное право производства и продажи спиртных напитков (так называемое право пропинации). Однако, как показал М. Бобжиньский, постановление статута было направлено против действий старост, пытавшихся ограничить выпуск алкогольной продукции в имениях шляхты и крестьян (солтысов). Статут не давал шляхте новых привилегий, по сравнению с принятым Нешавским статутом 1454 года.
Ряд положений предусматривал суровые меры наказания за бродяжничество и преступления, нарушавшие общественной спокойствие и порядок.
Был подтверждён ряд положений Вартского статута 1423 года.